# Reserva de producción de fauna Chimborazo

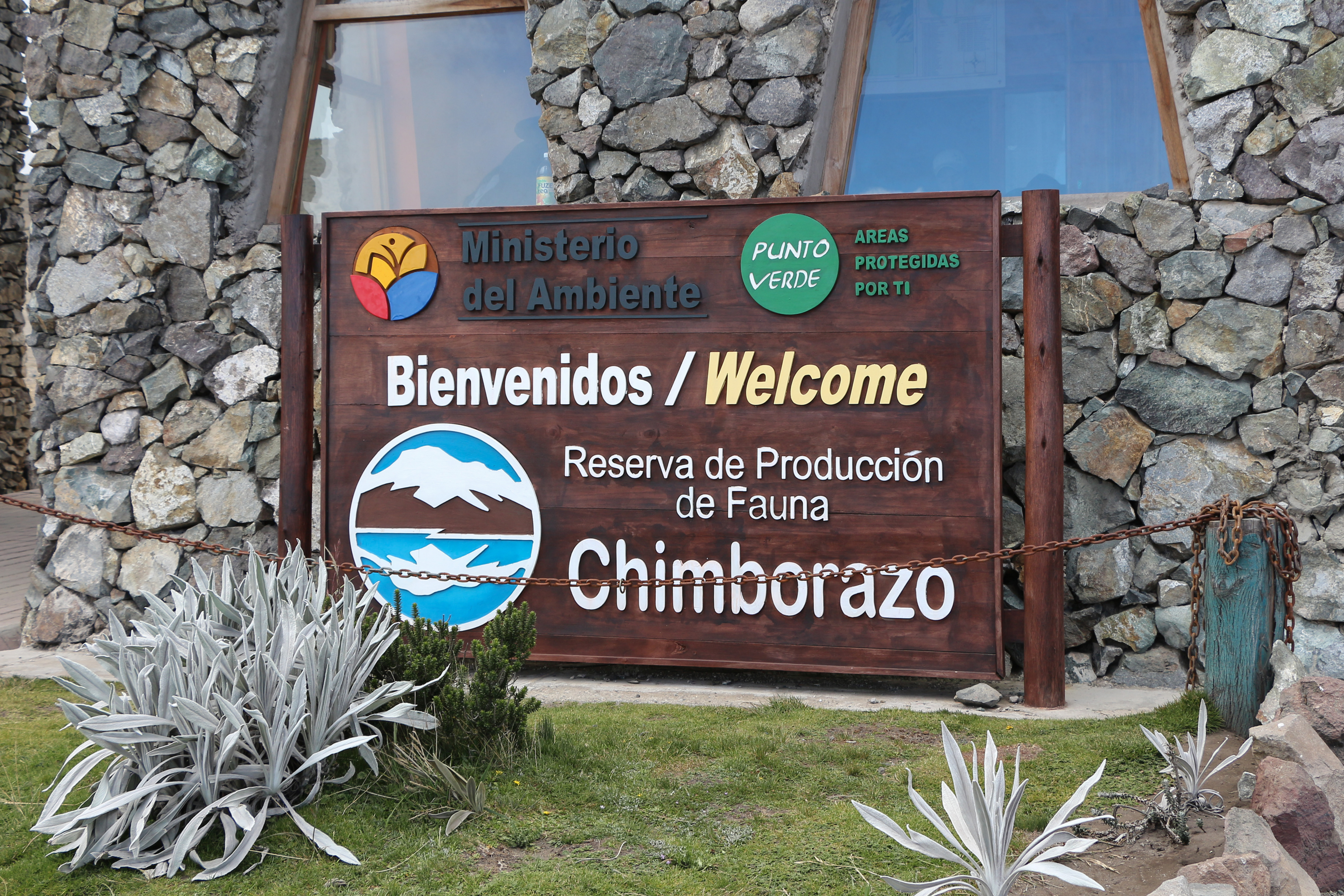
Letrero de bienvenida de la reserva.

La Reserva de Producción de Fauna Chimborazo (RPFCH) está ubicada entre los cantones de Guano, Riobamba, Guaranda y Ambato, pertenecientes a las provincias de Chimborazo, Bolívar y Tungurahua. Abarca 58.560 ha y comprende los páramos circundantes al imponente volcán Chimborazo (6 310 m s. n. m.), considerado el nevado más alto de Ecuador, y a los de su vecino, el Carihuairazo (5 020 m s. n. m.). Los deshielos de estas elevaciones alimentan la cuenca alta del río Pastaza, afluente del Amazonas. 
Uno de los principales motivos por los que se declaró la Reserva, fue la implementación de un Programa de Reintroducción de Camélidos Sudamericanos. El pastoreo con estos animales mantiene la cobertura vegetal original y protege el recurso agua, porque a diferencia del ganado bovino, la parte inferior de sus patas son acolchonadas. El 80 % de esta área protegida, está en poder de 38 organizaciones campesinas, comunas, cooperativas y asociaciones, y de unos pocos propietarios particulares.

## Accesibilidad
La Reserva está localizada a 180 km de Quito, en dirección sur, y existen tres carreteras de primer orden que permiten acceder a ella:
- Panamericana Norte, que corre por el este de la Reserva, desde donde se toma el desvío a Sigsipamba–Cuatro Esquinas–Ruta de los Hieleros.
- Carretera Ambato–Guaranda, que atraviesa la Reserva cerca del límite occidental y es la ruta para llegar a los valles de Abraspungo y Carihuairazo.
- Carretera a la población de San Juan, que parte de Riobamba y se puede llegar a La Chorrera–Templo Machay–Cuartel Inca–Yanarumi.

## Características físicas

### Geología y geomorfología
Dentro de la RPFCH se sitún dos edificios volcánicos, el volcán Chimborazo y el Carihuairazo, que forman laderas de colinas cóncavas y convexas, que contrastan con los valles glaciares y tectónicos.

### Clima
La RPFCH determina el punto divisorio de aguas entre la vertiente occidental o del Pacífico, en específico a la cuenca del río Guayas y al oriente hacia la cuenca del río Pastaza; la condición climática está influenciada por la ubicación y la variación altitudinal. La zona oriental de la Reserva estáinfluenciada por las condiciones secas de los valles interandinos de la zona central de los Andes ecuatorianos de la provincia de Chimborazo y Tungurahua. La zona occidental de la RPFCH, en la provincia de Bolívar es el área donde existen mayor incidencia de precipitaciones, debido a la presencia de masas húmedas procedentes del océano Pacífico.
Según el Modelo Bioclimático de Ecosistemas del Ecuador Continental, desarrollado por el Ministerio de Ambiente en 2013, la Reserva presenta cinco ombrotipo: Ultrahúmedo, Hiperhúmedo superior, Hiperhúmedo inferior, Húmedo inferior y Húmedo superior.Los ombrotipos Ultrahúmedo e Hiperhúmedo superior corresponden principalmente a las zonas glaciares del Chimborazo y el Carihuairazo.
El clima predominante es el frío de alto andino con variaciones de templado permanente húmedo a templado periódicamente seco, con temperaturas de entre 0 y 10 °C. La temperatura dentro de la Reserva se encuentra influenciado por la variación de altitud; los registros históricos afirman que se puede encontrar temperaturas promedio extremas que varían entre un promedio mínimo de -0,11 °C en la cumbre del Chimborazo y un promedio máximo de 8,81 °C en las estribaciones oriental y occidental de la Reserva en los páramos. La temperatura mínima máxima registrada es de -4.8 °C en el mes de diciembre y la máxima de 11.40 °C en el mes de noviembre, todas estas variaciones de temperatura están influenciados por el volcán Chimborazo.

### Precipitación
En la zona puede existir precipitaciones en forma de nieve o escarcha en las zonas más altas, en los días más fríos y húmedos. El promedio anual es de 998 mm, existiendo variabilidad de 809 mm en las secciones menos lluviosas y 1300 mm en las secciones más húmedas.

### Hidrología
Los glaciares del Chimborazo tienen gran influencia en la hidrología de ríos que se originan de las faldas del coloso. El glaciar del volcán Chimborazo es considerado como el segundo más grande del país detrás del Antisana, la extensión varía a lo largo del tiempo debido a eventos climatológicos como El Niño y el cambio climáticos. Los ríos que se forman directamente de los deshielos del glaciar se encuentran en la provincia Tungurahua, en la zona nororiental del volcán; 3 de 17 microcuencas que se originan del glaciar del Chimborazo, son de aguas permanentes, gracias a esta gran disponibiliad de agua existe un gran sistema de riego más importantes representado por el canal Las Abras que toma las aguas del río Mocha que se origina en la RPFCH. La comunidad Las Abras, del cantón Guano, son vulnerables a la disminución del glaciar del volcán, además de estas comunidades, otras presentan gran dependencias a las aguas que se infiltran hacia las vertientes que se sitúan a varios kilómetros alrededor de la Reserva.

## Características biológicas

### Cobertura vegetal
La Reserva presenta cuatro formaciones vegetales ubicadas en la Subregión Centro, sector Centro de la Cordillera Occidental, que son: bosque siempreverde montano alto, páramos herbáceo y seco, y gelidofitia. Incluye además la vegetación conocida como Ceja Andina o flora de transición entre los bosques montanos altos y el páramo.
“El Arenal”, Páramo Seco de la Reserva es el único en el Ecuador y es considerado como una puna, páramo semidesértico o desértico, donde la vegetación en su mayoría en xerofítica.
En las partes bajas, las organizaciones campesinas realizan cultivos de subsistencia (papa, haba, cebada, melloco, oca y otros productos agrícolas), y siembran pequeñas parcelas de pastos artificiales, con el único propósito de alimentar a cuyes y bovinos cuando los poseen. Muchas de estas organizaciones tienen en propiedad páramos comunales, los mismos que en forma limitada, también son utilizados para el pastoreo de ovinos, en donde sea posible que estos animales encuentren su sustento.

### Flora

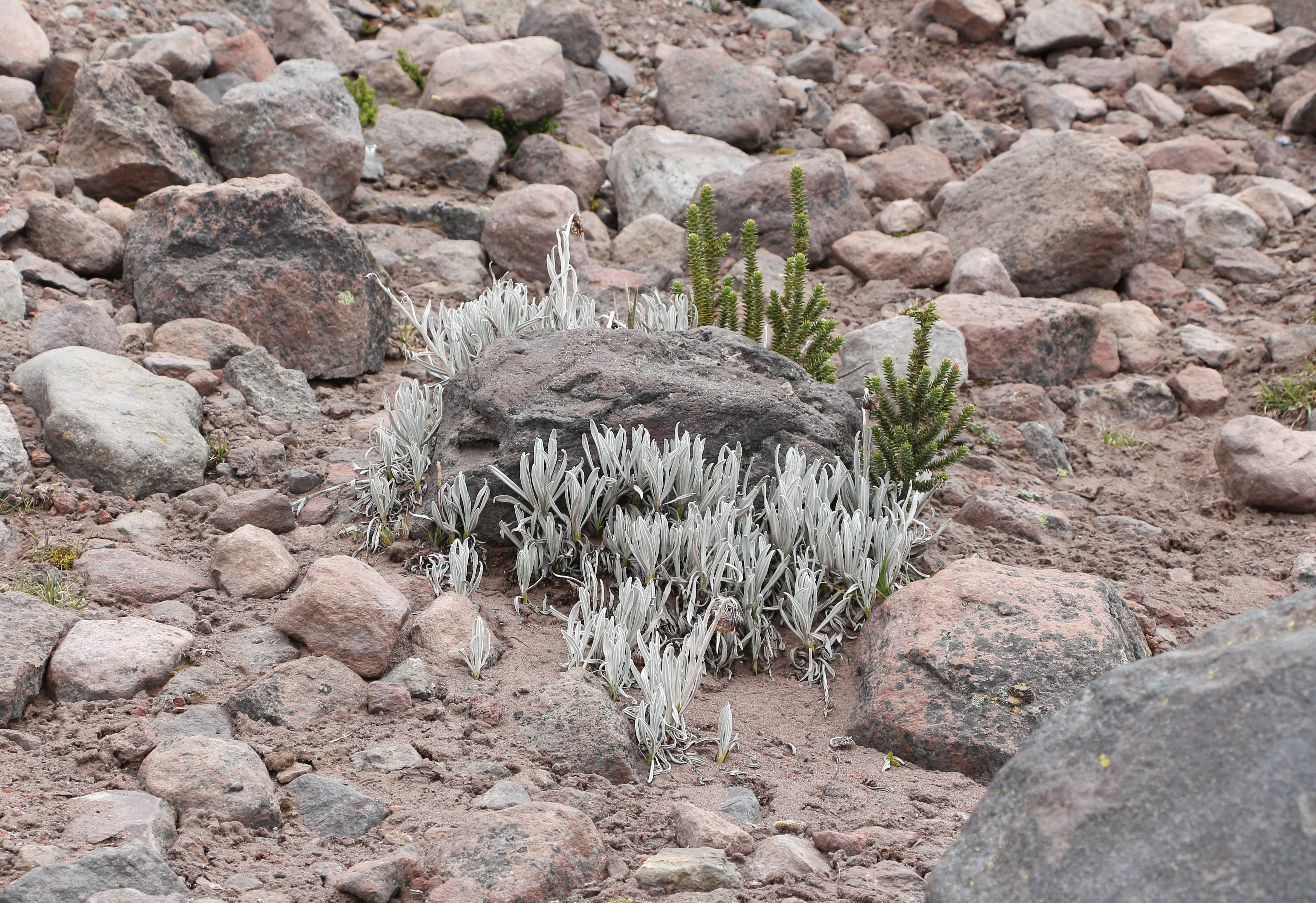
Planta de Culcitium (cf. canescens) y Chuquiraga sp. en la Reserva.

En la Reserva existen 145 especies endémicas, entre las que destacan algunas de las familias Asteraceae, Bromeliaceae y Geraniaceae, puesto que presentan alguna categoría de amenaza. Otra flora representativa es la oreja de conejo (Culcitium sp.), una planta de hojas alargadas y cubierta por vellosidades que las protegen; la genciana (Gentiana sp., Gentianella sp.), con características flores de coloración azul-violeta; el romerillo (Hypericum laricifolium) y las valerianas (Valeriana sp.).
Hay sectores cubiertos por matorrales y relictos de bosque andino, con especies forestales valiosas para la conservación. Las principales maderas nativas utilizadas para combustible son el piquil (Gynoxys sp.), la pichana (Brachyotum ledifolium) y la chilca (Baccharis latifolia). En ciertas quebradas, zonas más húmedas y protegidas del viento, se pueden encontrar poblaciones de árboles de papel (Polylepis reticulata) y quishuares (Buddleja incana), con los que se realiza reforestación en el área.

### Fauna

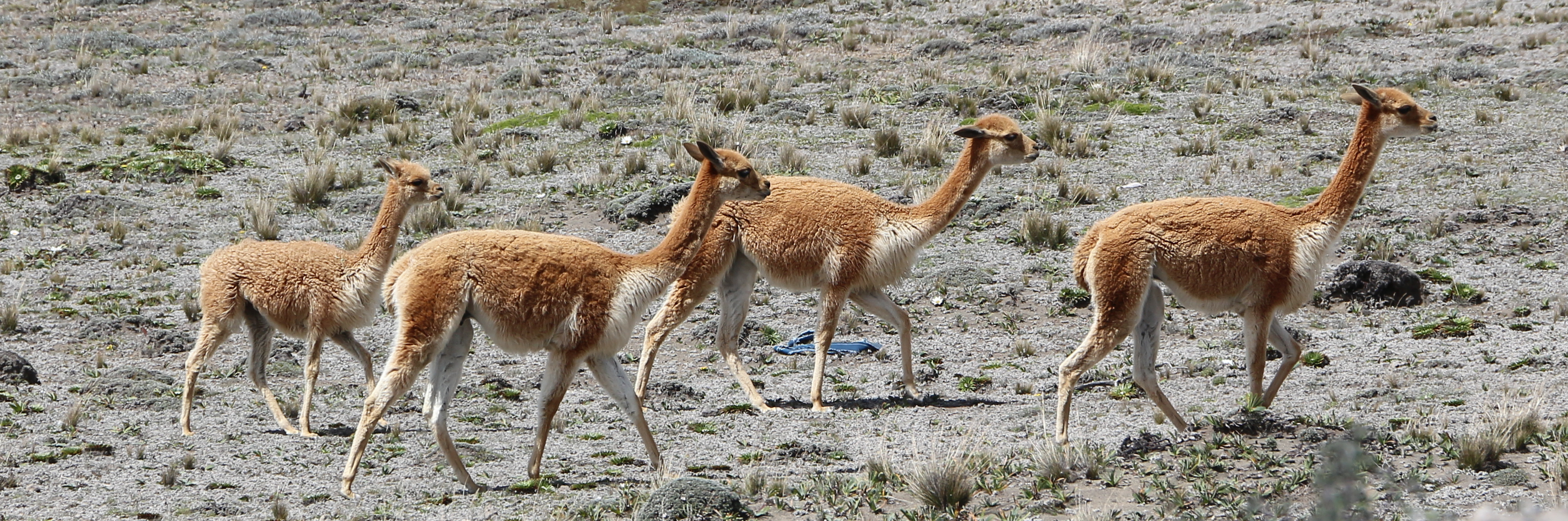
Las vicuñas (Vicugna vicugna) son una especie de camélidos que ha sido introducida dentro del área protegida. En Ecuador no se han encontrado registros fósiles del camélido pero de forma imprecisa existen registros de crónicas históricas (apróx. 1553) que dan cuenta de avistamientos en los Andes ecuatorianos de manadas de vicuñas y guanacos en trayecto de Quito y Tomebamba e incluso en las serranías de Loja y la región peruana de la Provincia de Huamachuco. En 1988, Ecuador recibió donación de 200 vicuñas entregadas por Chile y Perú; y en 1993, 77 animales provenientes de Bolivia.

El grupo más importante dentro de la reserva, es el de los camélidos, con la llama (Lama glama), la alpaca (Vicugna pacos) y la vicuña (Vicugna vicugna), especie reintroducida mediante un Programa. También se pueden encontrar otras especies importantes desde el punto de vista de conservación como: el lobo de páramo (Lycalopex culpaeus), la comadreja andina (Mustela frenata), el venado de páramo (Odocoileus virginianus) y el zorrillo (Conepatus semistriatus). Comúnmente, se pueden observar entre los pajonales a los conejos de páramo (Sylvilagus brasiliensis) y en los bosques de Gynoxys a diversas especies de roedores. 
En la Reserva se han identificado 31 especies de aves típicas de los ambientes andinos como: el curiquingue (Phalcoboenus carunculatus), el guarro (Geranoaetus melanoleucus) y el vencejo (Aeronautes montivagus), este último en las zonas de arenal. Otras aves muy representativas son el cóndor (Vultur gryphus) y el colibrí estrella ecuatoriano (Oreotrochilus chimborazo), muy difíciles de observar. En las lagunas Cocha Negra y en las de los páramos de Abraspungo es posible encontrar: patos de páramo (Anas andium), avefrías andinas (Vanellus resplendens), gaviotas de páramo (Larus serranus) y becacinas grandes (Gallinago stricklandii).

## Amenazas
- Pastoreo extensivo e intensivo.
- Quema de pajonal y pastizal, cambio de uso de suelo, reducción de la cobertura vegetal nativa.